# Districte de Boudry

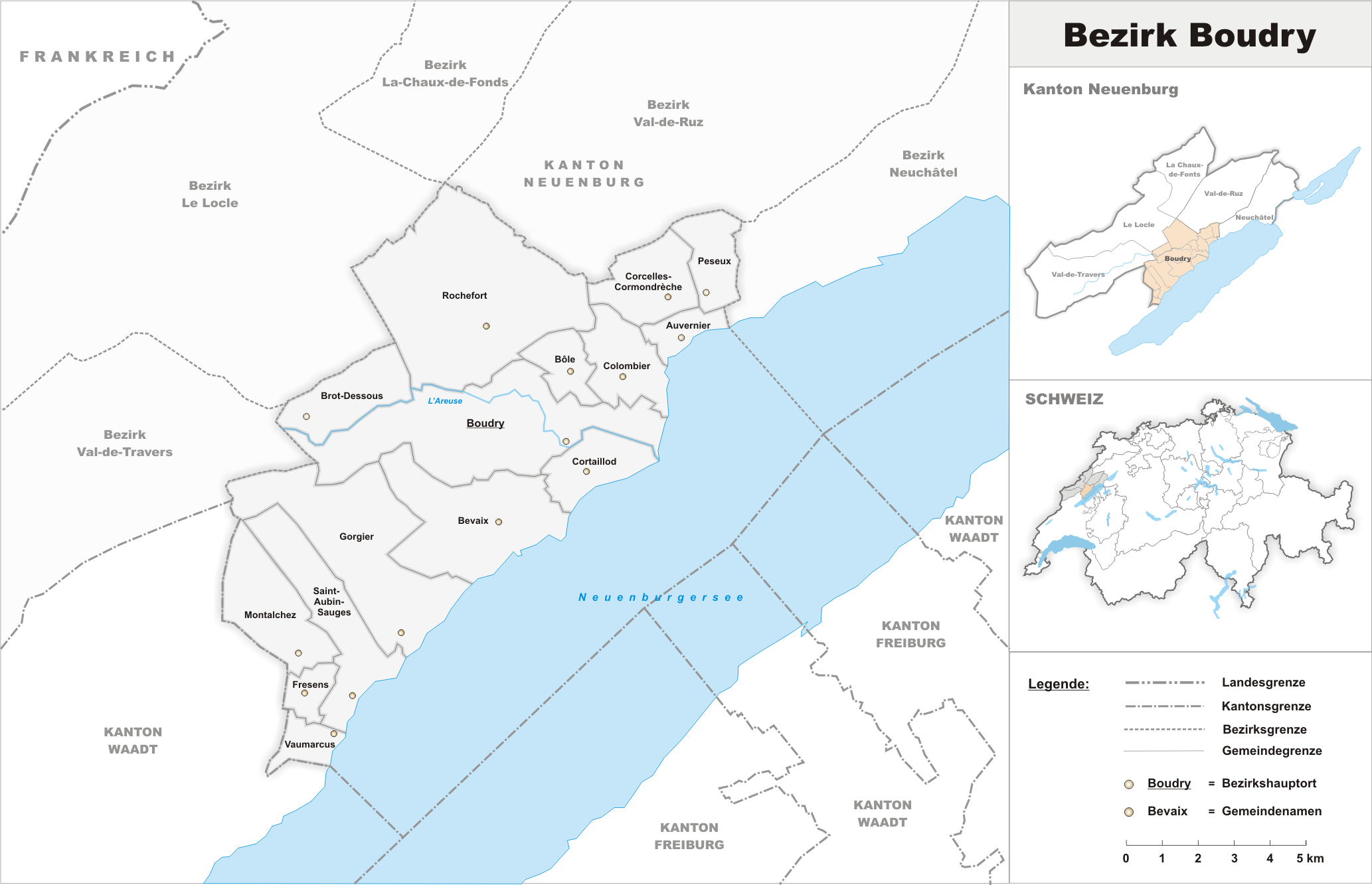
El districte de Boudry

El districte de Boudry és un dels sis districtes del cantó de Neuchâtel (Suïssa). Té una població de 37939 habitants (cens de 2007) i una superfície de 105,58 km². Està format per 15 municipis i el cap del districte és Boudry.

## Municipis
- Auvernier
- Bevaix
- Bôle
- Boudry
- Brot-Dessous
- Colombier
- Corcelles-Cormondrèche
- Cortaillod
- Fresens
- Gorgier
- Montalchez
- Peseux
- Rochefort
- Saint-Aubin-Sauges
- Vaumarcus